# CIT 그룹
CIT 그룹(CIT Group)는 퍼스트 시티즌스 뱅크셰어스(First Citizens BancShares)의 자회사로, 미국 금융 서비스 회사이다. 주로 북미 지역의 개인, 중견 기업 및 중소기업에 채권매입업, 자산관리, 재무 관리, 모기지 론, 중소기업청 대출, 임대 및 자문 서비스를 포함한 금융 서비스를 제공한다. CEFX라는 보고 마크에 따라 북미 지역의 철도 운송 및 해운 회사에 기관차와 철도 차량을 임대한다. 직거래 은행도 운영하고 있다. 2022년 1월 CIT는 퍼스트 시티즌스 뱅크셰어스에 인수되었다.